# Heinz Krügel

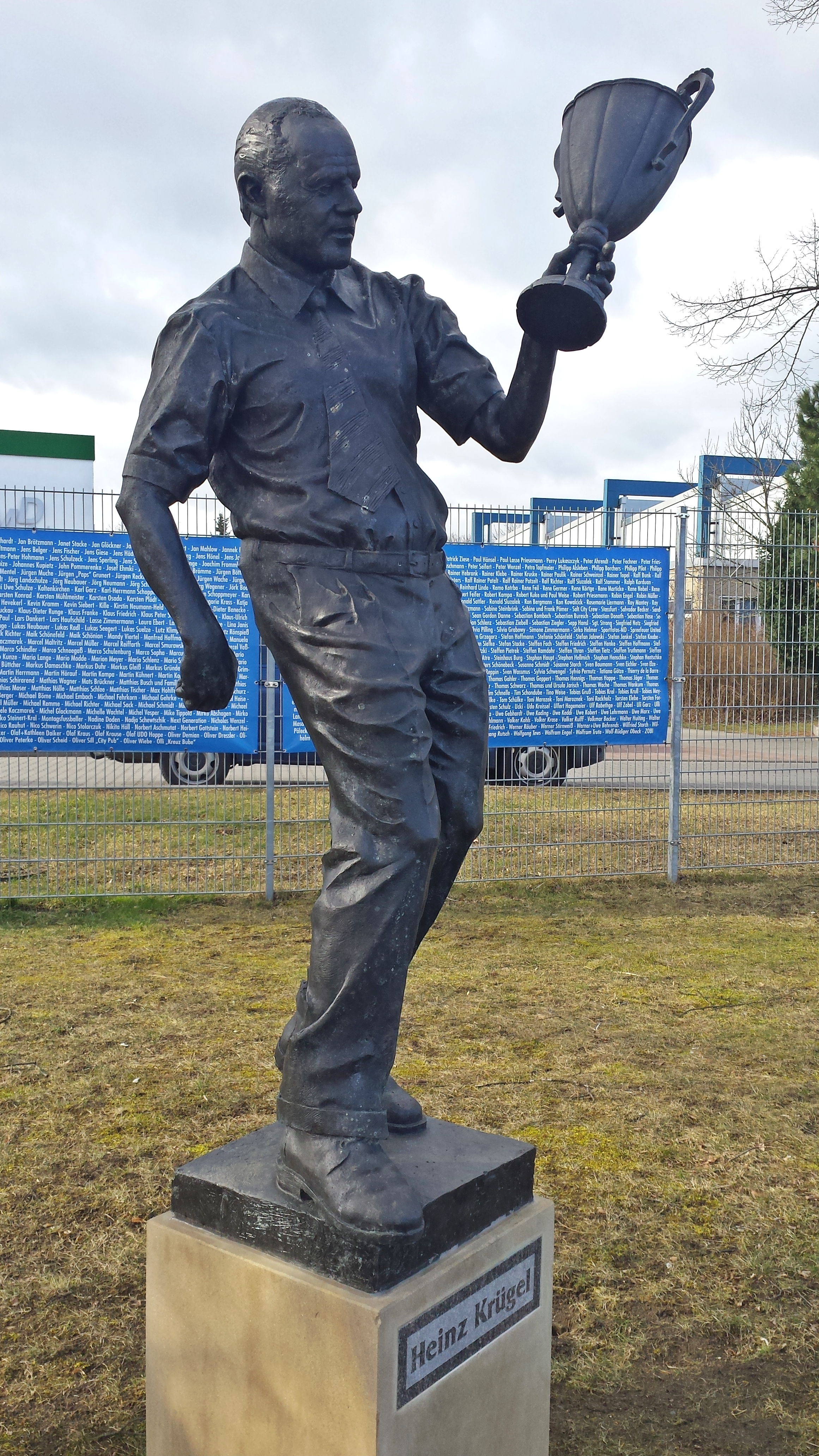
Heinz-Krügel-Denkmal

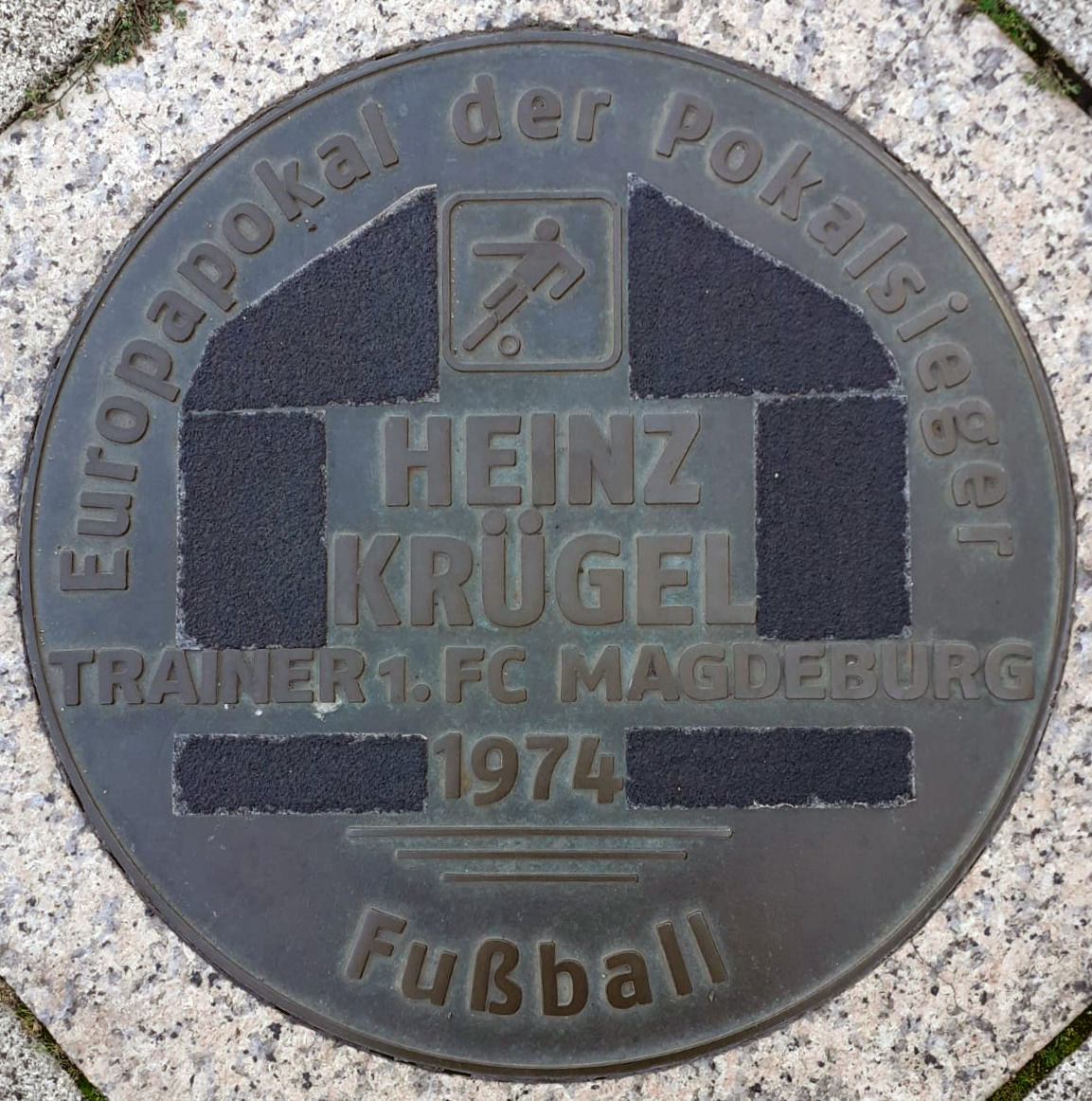
Sports Walk of Fame in Magdeburg

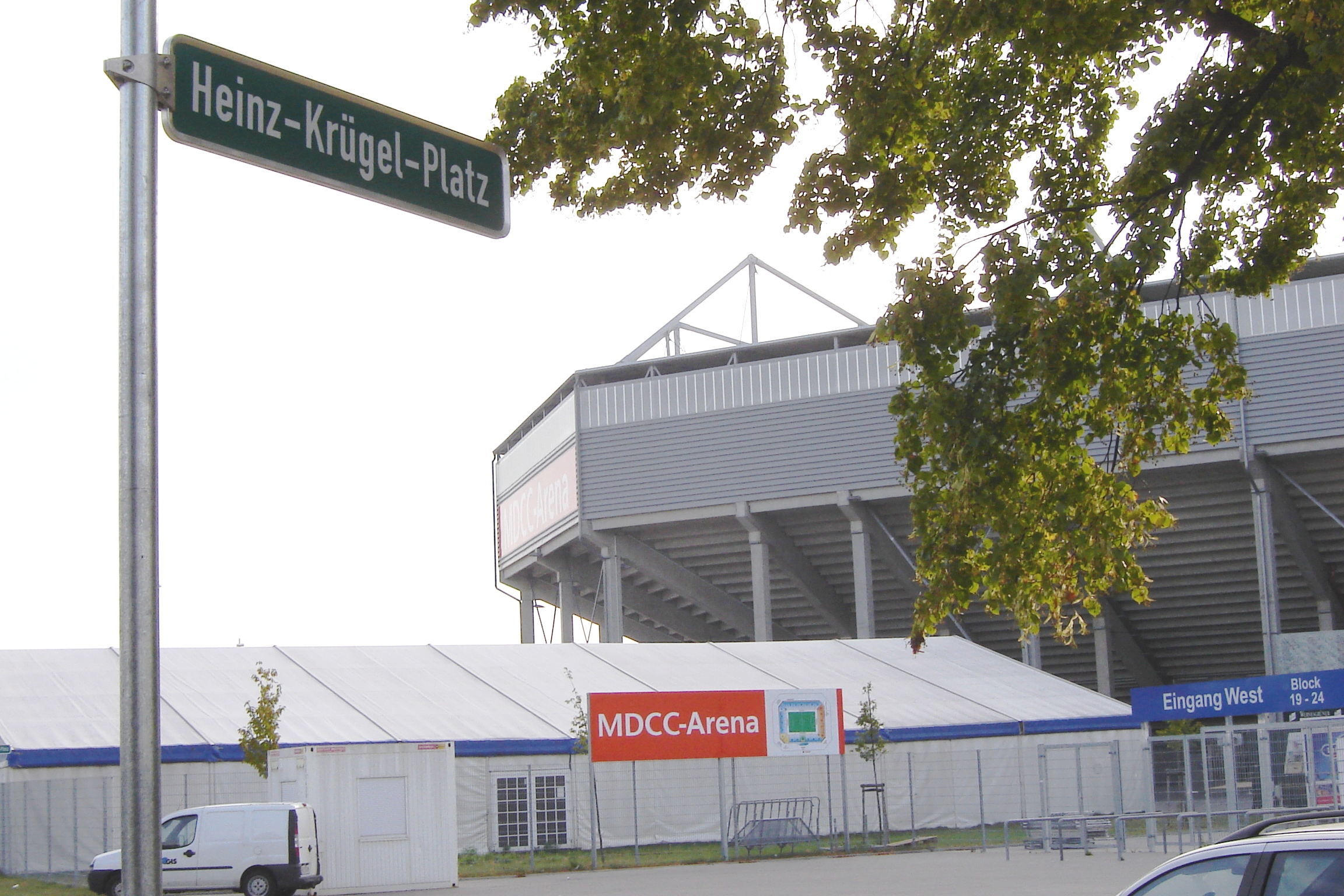
Heinz-Krügel-Platz

Heinz Krügel (* 24. April 1921 in Oberplanitz; † 27. Oktober 2008 in Magdeburg) war einer der erfolgreichsten Fußballtrainer in der DDR. Mit dem 1. FC Magdeburg gewann er 1974 den Europapokal der Pokalsieger. Von 1959 bis 1961 trainierte er die DDR-Nationalmannschaft.

## Karriere
Als Sechsjähriger begann Krügel mit dem Fußballspiel beim Planitzer SC. Während des Zweiten Weltkrieges diente er von 1940 bis 1944 in der 5. SS-Panzer-Division „Wiking“, wurde an der Ostfront verletzt und später zur SS-Flakabteilung 509 auf den Balkan  versetzt. Dort geriet er in Gefangenschaft, aus der er 1946 zurückkehrte. Im Jahre 1948 gehörte er zur Mannschaft der SG Planitz, die 1948 die erste Ostzonenmeisterschaft gewann, wurde allerdings nicht im Endspiel gegen die SG Freiimfelde Halle (1:0) eingesetzt. 1949 wechselte er nach Crimmitschau zur BSG Fortschritt, wo er 1950 wegen einer schweren Knieverletzung schon mit 29 Jahren seine aktive Laufbahn beenden musste, in der er meist als zentraler Abwehrspieler aufgeboten worden war. Bis 1951 konnte er jedoch als ehrenamtlicher Trainer seiner Mannschaft zur Verfügung stehen.
Krügel übernahm 1951 das Amt des Landestrainers in Sachsen. Wenig später übernahm er als jüngster Trainer der DDR-Oberliga die neu gegründete Sportvereinigung Volkspolizei Vorwärts Leipzig. Mit der aus zahlreichen anderen Vorwärts-Mannschaften zusammengewürfelten Truppe schaffte Krügel in der Saison 1951/52 den Klassenerhalt. Als die Mannschaft im Laufe der Spielzeit 1952/53 nach Berlin umziehen musste, blieb Krügel in Leipzig, absolvierte einen Trainerlehrgang an der Leipziger Sporthochschule DHfK und wurde 1954 Trainer bei der BSG Einheit Ost Leipzig, aus dem später der SC Rotation Leipzig, ein Vorläufer des 1. FC Lokomotive Leipzig, wurde. Mit Rotation wurde Krügel 1955 Dritter der Oberliga, konnte aber in der Saison 1956 den Erfolg nicht wiederholen und wurde noch vor Ende der Spielzeit entlassen. Ihm wurde vorgeworfen, gegenüber den Spielern nicht den richtigen Ton zu finden und zu viel von ihnen zu verlangen. In den Jahren 1955 und 1956 betreute Krügel zudem die Stadtauswahl Leipzig in den Messepokal-Spielen.
1956 war der SC Empor Rostock aus der Oberliga abgestiegen, hatte binnen eines Jahres drei Trainer entlassen und engagierte nun Krügel mit dem Auftrag, die Mannschaft wieder in die Oberliga zurückzuführen. In dem Buch Der Meistermacher (s. u. Literatur) wird die erste Mannschaftssitzung mit Krügel wie folgt beschrieben:

„Kurt Zapf kann sich noch gut an die erste Mannschaftssitzung erinnern. Mit voller Überzeugung sagte Krügel ‚Wir steigen sofort wieder auf.‘ Das hat uns überzeugt. Der Trainer machte nicht viele Worte. Bei Krügel gab es nie stundenlange Sitzungen, es gab in der Spielvorbereitung klare, kurze taktische Anweisungen, die zumeist auf einem Bierdeckel Platz fanden. Er verlangte viel von uns. Aber er war auch für jeden Spaß zu haben.“

Mit Platz zwei hinter Dynamo Berlin schaffte der SC Empor 1957 den Wiederaufstieg und kam in der nächsten Saison auf Platz 7 in der Oberliga. Im Jahre 1959 erreichten die Rostocker den vierten Platz. Am 12. August 1959 übernahm Krügel das Training der DDR-Nationalmannschaft, die er in insgesamt acht Spielen betreute. Er erreichte zwar vier Siege, verlor aber am 16. April 1961 das WM-Qualifikationsspiel gegen Ungarn mit 0:2 und wurde daraufhin von Károly Sós abgelöst. Anschließend sicherte Krügel dem abstiegsgefährdeten Oberligaaufsteiger SC Chemie Halle den Klassenerhalt. 1962 errang Krügel in Halle mit dem Gewinn des FDGB-Pokals seinen ersten Titel als Trainer, musste aber auch 1964 mit dem Abstieg seiner Mannschaft eine bittere Niederlage einstecken. Wie in Rostock gelang ihm jedoch der sofortige Wiederaufstieg. Nachdem er dem Oberliganeuling zum zweiten Mal den Klassenerhalt gesichert hatte, verließ Krügel am Ende der Saison 1965/66 Halle.
Erneut übernahm er die Aufgabe, einen Oberligaabsteiger zum Wiederaufstieg zu verhelfen, diesmal war es der 1. FC Magdeburg. Auch dieses Vorhaben gelang, und damit begann Krügels erfolgreichste Zeit als Trainer. Als Wiederaufsteiger kamen die Magdeburger sofort auf den dritten Platz und gewannen im folgenden Jahr 1969 den FDGB-Pokal. 1972 konnte Magdeburg die erste Fußballmeisterschaft feiern, der unter der Regie von Heinz Krügel 1974 und 1975 zwei weitere Titelgewinne folgten. 1973 holte der 1. FCM zudem zum zweiten Mal den DDR-Pokal. Alle diese Erfolge wurden jedoch überstrahlt vom Gewinn des Europapokals der Pokalsieger. Am 8. Mai 1974 gewann der 1. FC Magdeburg in Rotterdam mit 2:0 über den AC Mailand. Unter Krügels Ägide wurden sieben Spieler zu Nationalspielern, darunter Martin Hoffmann (66 Spiele), Jürgen Pommerenke (57 Spiele) und Jürgen Sparwasser (53 Spiele).
1976 wurde Krügel vom DDR-Fußballverband als Trainer auf Lebenszeit gesperrt mit der Begründung, er habe die Leistungsentwicklung der Olympiakader des 1. FC Magdeburg ungenügend gefördert. Wie Krügel später berichtete, sei ihm in einem Gespräch mit Verbandsfunktionären außerdem mitgeteilt worden, er sei als Fußballtrainer untragbar, weil er ein „Ost-West-Versöhnler“ wäre. Als wahrer Grund ist anzunehmen, dass Krügel unter anderem eine Beeinflussung seiner Arbeit durch die SED-Bezirksleitung nicht zuließ und beim Achtelfinale-Europapokalspiel gegen den FC Bayern München 1974 die von der Stasi in der Halbzeitpause abgehörten Anweisungen des Bayern-Trainers Udo Lattek nicht verwerten wollte. Krügel wurde als „Objektleiter“ zur unterklassigen BSG Motor Mitte Magdeburg abgeschoben und erst 1996 durch den DFB rehabilitiert.
Auch im Ruhestand blieb Heinz Krügel als zeitweiliger sportlicher Direktor und als Mitglied des Ehrenrates dem 1. FC Magdeburg verbunden.

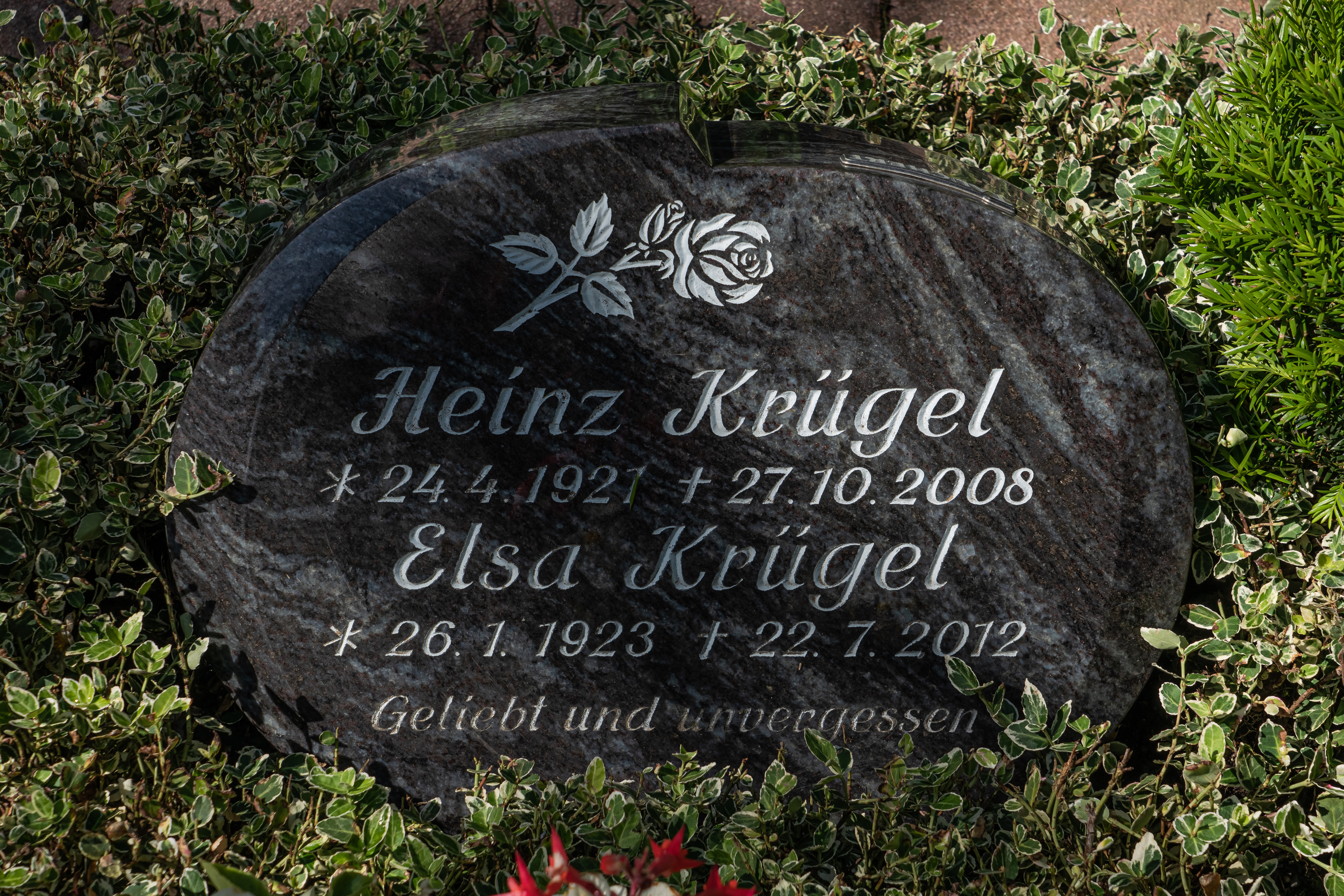
Grabstein Krügels

Sein Grab befindet sich auf dem Ostfriedhof Magdeburg.
2009 – im Jahr nach Krügels Tod – beschloss der Magdeburger Stadtrat, den Platz vor dem Stadion nach ihm zu benennen. 2013 startet der FanRat e. V. des 1. FC Magdeburg eine Initiative zur Ehrung des Erfolgstrainers, indem am Heinz-Krügel-Platz ein Denkmal errichtet werden sollte. Durch den Kauf einer symbolischen Anteilsaktie im Wert von 19,74 Euro – in Anlehnung an das Jahr des Europapokalsieges – wurden über 27.000 Euro eingesammelt. Die lebensgroße Statue als postume Ehrung konnte am 17. August 2014 enthüllt werden.
Nach Bekanntwerden von Krügels Dienstzeit in der Waffen-SS hat der 1. FC Magdeburg einen Arbeitskreis gebildet, der sich mit dessen Rolle in der NS-Zeit beschäftigen soll.

## Heinz-Krügel-Stadion
Die Fans des 1. FC Magdeburg setzen sich dafür ein, das 2006 eröffnete Stadion (seit 2024: Avnet Arena) in Heinz-Krügel-Stadion (kurz HKS) umzubenennen. Im Sprachgebrauch ist dieser Name bereits etabliert.

## Erfolge
- Europapokal der Pokalsieger: 1974
- DDR-Meister: 1972, 1974, 1975
- DDR-Pokalsieger: 1962, 1969, 1973
- Oberligaaufstieg: 1957 (als Zweiter), 1965, 1967

## Auszeichnungen
- 1966: Erinnerungsplakette des DFV[7]
- 1974: Orden Banner der Arbeit, Stufe III

## Film
- Blauweiss (Gastauftritt), von Jamie McDine und Jan Schwiesau, Offener Kanal Magdeburg, 2007